# Hanazonochō (metropolitana di Osaka)
Hanazonochō (華園町駅?, Hanazonochō-eki) è una stazione della Metropolitana di Osaka situata nella parte sud della città, nel quartiere di Nishinari-ku.

## Struttura
La stazione è dotata di due marciapiedi con due binari sotterranei.
| 1 | Linea Yotsubashi |  | per Suminoekōen                     |
| 2 | Linea Yotsubashi |  | per Nishi-Umeda, Namba e Daikokuchō |

## Stazioni adiacenti
| «                | Servizio         | »                |
| Linea Yotsubashi | Linea Yotsubashi | Linea Yotsubashi |
| ---------------- | ---------------- | ---------------- |
| Daikokuchō       | Locale           | Kishinosato      |